# Peter Drucker
Peter Ferdinand Drucker (19. listopadu 1909, Kaasgraben, Rakousko – 11. listopadu 2005, Claremont, Kalifornie) byl americký teoretik a filosof managementu, ekonom a autor související literatury. Platí za zakladatele moderního managementu.

## Životopis
Drucker se narodil do rodiny vysoce postaveného úředníka v habsburském Rakousku-Uhersku. Na svět přišel v hlavním městě čokolády Rakouska, v malé vesnici jménem Kaasgraben, která je dnes součástí Vídně (19. okrsek, Döbling). Po porážce Rakouska-Uherska v první světové válce byl ve Vídni nedostatek pracovních míst, a tak se po dokončení školy přestěhoval do Německa, kde nejprve pracoval v bankovnictví a později jako žurnalista. Ve 20. letech studoval na univerzitě v Hamburku a potom studoval ve Frankfurtu mezinárodní právo, z kterého získal doktorát. Zde také pracoval jako redaktor listu Frankfurter General-Anzeiger (česky Frankfurtský všeobecný přehled) pro mezinárodní vztahy a hospodářství.
Vzestup nacismu jej však donutil v roce 1933 opustit zemi. Poté, co odešel, spálili nacisti jedno z jeho děl. Po čtyřech letech v Londýně, kde pracoval pro noviny Financial Times, odešel roku 1937 natrvalo do USA, kde se z něj stal univerzitní profesor, ale také spisovatel na volné noze a vážený odborník přes management a podnikání. O schopnostech Druckera může svědčit i to, že jej George Orwell označil za jednoho ze spisovatelů, kteří předpověděli Německo-ruský pakt z roku 1939. Předpověděl i několik dalších významných událostí, mimo jiné např. propad newyorské burzy roku 1987. Roku 1943 získává Drucker státní občanství USA. Nejprve pracoval na Bennington College v Benningtonu, kde také roku 1945 napsal jedno ze svých nejlepších děl Concept of the Corporation.
Od roku 1950 vyučoval jako profesor managementu na Newyorské univerzitě, přičemž pracoval na mnoha odborných publikacích, pravidelně přispíval do Wall Street Journal a dělal také poradce několika nadnárodním koncernům jako například General Motors a Sears Roeb
Od roku 1971 až do své smrti byl profesorem sociálních věd a managementu na Claremont Graduate University poblíž Los Angeles. Zde byla zřízena organizace „Peter F. Drucker Graduate School of Management at Claremont University“, která každoročně uděluje ocenění Peter F. Drucker Award for Nonprofit Innovation.
Dne 9. července 2002 obdržel Drucker americkou prezidentskou medaili svobody (v orig. Presidential Medal of Freedom), nejvyšší civilní ocenění Spojených států, od George W. Bushe. Mnoho odborníků z branže jej uznává jako nejvlivnějšího průkopníka moderního managementu. Drucker zemřel 11. listopadu 2005, několik dní před svými nedožitými 96. narozeninami, v Claremontu v Kalifornii přirozenou smrtí.

## Kariéra
Jeho kariéra ekonomického teoretika začala roku 1945, kdy mu jeho prvotní práce na téma politiky a společnosti otevřela dveře do záležitostí uvnitř společnosti General Motors, jedné z největších korporací na světě. Díky svým zkušenostem z Evropy byl fascinován problémy s udržováním autority. Svoje udivení sdílel s Donaldsonem Brownem, hlavním mozkem administrativy GM. Brown jej přivedl do společnosti, aby provedl něco, co by se dalo označit jako „politický audit“. Z výsledků jeho práce vzniklo dílo Concept of the Corporation, kterým zpopularizoval mnohadivizionální strukturu GM a vedl k velké odezvě v odborných médiích, načež následovaly navazující články a knihy, které dále rozvíjely tuto myšlenku.
Drucker se zajímal o rostoucí počet lidí, kteří pracovali stále více spíš myslí než vlastníma rukama. Byl zaujatý zaměstnanci, kteří věděli více o určitých věcech než jejich šéfové nebo kolegové, ale museli již spolupracovat s ostatními ve velké organizaci. Než aby to prohlásil za projev úžasného lidského pokroku, analyzoval Drucker tento fenomén a zjistil, jak narušuje běžné smýšlení o tom, jak by měla být organizace vedena.
Jeho přístup fungoval dobře ve stále vyspělejším světě podnikání druhé poloviny 20. století. V této době již měly velké korporace vyvinuty základní výrobní postupy a hierarchii řízení masové produkce. Výkonní vedoucí si mysleli, že vědí, jak vést společnosti, a Drucker jim do toho najednou vešel s tím, že poukázal na skuliny v jejich přesvědčení, které by mohly způsobit stagnaci podniku. Ale udělal to velice sympatickým způsobem. Předpokládal, že jeho čtenáři jsou inteligentní, racionální a těžce pracující lidé dobré vůle, a tak, jestliže jejich organizace zažívala problémy, věřil, že je to zapříčiněno zastaralými myšlenkami, příliš plochým pojetím problémů nebo jejich vnitřním neporozuměním.
Drucker je autorem třicetidevíti knih, které byly přeloženy do více než dvaceti jazyků. Dvě z jeho knih jsou romány, jeden autobiografický. Je spoluautorem knihy zabývají se japonskými malbami a vytvořil také 4 série vzdělávacích filmů na téma management. Jeho první kniha byla napsána roku 1939, mezi lety 1975 a 1995 byl redakčním sloupkařem listu The Wall Street Journal a byl také častým přispěvatelem Harvard Business Review, The Atlantic Monthly a The Economist. V práci podnikového konzultanta (pracoval ale také pro neziskové organizace) pokračoval až do své smrti.

## Postkapitalistická Společnost

### Úvod: transformace
V této části autor především seznamuje čtenáře s historií společnosti, transformací.
- Jedna z těchto transformací nastala v 13. století, kdy se evropský svět téměř přes noc soustředil do nových měst se vznikajícími městskými cechy, s gotikou a novou a skvělou městskou, skutečně buržoazní architekturou, s novými městskými církevními řády a v průběhu několika desetiletí pak s přechodem od latiny k hovorovému jazyku.

- O dvě století později se odehrávala další transformace. Byla to desetiletí rozkvětu renesance, která vyvrcholila mezi lety 1470 a 1500 ve Florencii a v Benátkách, se znovu objevením antiky, s evropským objevením Ameriky a znovu objevením anatomie a s tím i vědeckého bádání a konečně se všeobecným přijetím arabských číslic na západě.
- Další transformace začala v roce 1776 a skončila o 40 let později. V těchto letech se objevil kapitalismus, komunismus i průmyslová revoluce. Těchto 40 let mělo za následek vytvoření nové evropské civilizace.

Nyní, o dvě století později, nastalo opět období transformace. Tentokrát ovšem není omezena jen na západní společnost a dějiny Západu jako ty předešlé. Jednou ze zásadních změn je, že již nejde o „západní“ historii nebo „západní“ civilizaci. Existuje pouze světová historie a světová civilizace. Obě jsou ale „pozápadnělé“. Tato transformace, změnila již politickou, ekonomickou, sociální a mravní tvář světa. Autor se k současné transformaci neodvažuje říci jak bude postkapitalistický svět vypadat, ale přesto předpokládá, že klíčovou složkou systému, který autor nazývá „postkapitalistický politický systém“ jsou a budou znalosti. V tomto systému vedle sebe žijí a vzájemně soutěží nadnárodní, regionální, národní, lokální nebo dokonce kmenové struktury.

### Část první: společnost
V této části se Drucker mimo jiné zabývá a popisuje přechod společnosti od kapitalismu, tj. od roku 1750, kdy technika a kapitalismus ovládly celý svět a vytvořily světovou civilizaci až po dnešní společnost, kterou autor nazývá postkapitalistickou. Toto vše autor roztřídil do třech fází.
V počáteční fázi bylo vědění aplikováno na nástroje, zpracovatelské a výrobní procesy a na výrobky. Tak začala průmyslová revoluce. Až do počátku 16. století se ve Starém světě rychle šířily nové nástroje, nové výroby, nové materiály, nová osiva, nové techniky, vše, čemu dnes říkáme „technologie“. Technologická změna ovšem bývala téměř bez výjimky omezena pouze na jedno řemeslo nebo jednu aplikaci. Vynálezy průmyslové revoluce však okamžitě nacházely uplatnění bez ohledu na hranice a ve všech možných řemeslech a oborech. Nové technologie také vyžadovaly velké zdroje energie ať už vodní nebo parní, které nebylo možno decentralizovat. Ale přestože tato potřeba energií byla významná, byla druhotnou. Ústředním motivem bylo to, že výroba téměř přes noc změnila svou základnu. Původně založená na řemeslných dovednostech dostala nový, technologický základ. Výsledkem toho bylo, že se kapitalisté téměř přes noc stali centrem ekonomiky a společnosti. Ovšem nejhůře na tom byl dělník, v této době „všichni věděli“, že jedinou cestou, jak mohl dělník vyprodukovat více, bylo pracovat déle nebo usilovněji. Průmyslová revoluce, tj. stroje a tovární systém, se šířila stejně rychle, aniž by stejně tak narážela na nějaký významný odpor i přes místní nepokoje např. v Anglii či německém Slezsku.
Ve druhé fázi, která začínala kolem roku 1880 a kulminovala kolem druhé světové války, začíná být vědění ve svém novém významu aplikováno na práci. Byl to úvod k revoluci produktivity.
- V roce 1881 Američan Frederick Winslow Taylor jako první aplikoval poznání při studiu práce, při analýze práce a při její organizaci. Tento si stanovil za cíl pomoci dělníkům zvýšit jejich produktivitu tak, aby dostávali slušnou mzdu. Až do své smrti zdůrazňoval, že tím, kdo získá hlavní přínos zvýšené produktivity, musí být dělník, nikoli vlastník. Taylor zavedl aplikaci znalostí na práci, což vedlo k ohromnému zvýšení produktivity. Od Taylorových počátků se produktivita ve všech rozvinutých zemích zvýšila padesátinásobně. Revoluce produktivity se stala obětí vlastního úspěchu. Rozhodující bude nadále produktivita nemanuálních pracovníků. A to vyžaduje aplikaci znalostí na poznání.

Poslední fáze začala po druhé světové válce, kdy vědění je aplikováno na sebe samo. To je manažerská revoluce. V 18. století bylo vysokoškolské studium buď záležitostí synků z bohatých rodin, nebo velmi malého počtu chudých, ale výjimečně nadaných mladíků. Až do roku 1950 či 1960 bylo nejrychlejším způsobem jak se dostat ve Spojených státech, v Británii a v Německu mezi střední příjmové vrstvy nejít na univerzitu, ale nastoupit do práce v některém průmyslovém odvětví hromadné výroby, v němž mají silné postavení odbory. Dnes prakticky neexistuje možnost dostat se do střední příjmové vrstvy bez formálního akademického titulu. Znalosti jsou dnes jediným smysluplným zdrojem.
- Dle Druckera je základem všech tří fází přechodu k znalostem zásadní změna významu poznání. Od poznatků přešla společnost ke vědám.

Dále v této části Drucker popisuje společnost organizací. Že je to skupina lidí složená ze specialistů, kteří společně pracují na společném úkolu. Jsou efektivní proto, že se soustřeďují na jeden úkol. Funkce organizace je produktivní využití znalostí. Ve všech vyspělých zemích je organizace ústředním prvkem společnosti. Výsledky organizace vždy směřují navenek. Znamená to, že výsledky jako takové bývají značně vzdáleny přínosu každého jejího člena. Ve většině institucí je individuální přínos jednotlivých specialistů zcela pohlcen úkolem a ztrácí se v něm. Je to jen organizace kdo dosahuje výsledků.

### Politický systém
V této části Drucker popisuje změny v politické struktuře a politickém systému postkapitalistické společnosti celo světového rozsahu. Nejdříve se zaobírá historií pokusů o vytvoření ve Starém světě tzv. národního státu ať již Španěly, Francouzi, Němci, Italy nebo Rusy. Dále zde popisuje přechod od národního státu k megastátu, který začal koncem 19. století. Prvním krůčkem směrem k megastátu byla Bismarckova myšlenka sociálního státu. Jeho cílem bylo postavit se rychle se šířícím socialistickým proudům. Jako první zavedl sociální opatření - zdravotní a úrazové pojištění, starobní důchody. Později v Británii k tomu přidali ještě podporu v nezaměstnanosti. Tyto opatření byla sice velice skromná, ovšem princip byl radikální. V neposlední řadě se zde Drucker zaobírá myšlenkou zda vůbec megastát funguje.
Vláda. V několika kapitolách této části knihy Drucker popisuje a nastiňuje potřebu její politické odvahy, představivosti, inovace a vůdcovství. Z hlediska vnějšího nově promyslet a radikálně inovovat několik oblastí aby mohl správně fungovat stát. I z hlediska vnitřního je to stejně naléhavé. Čeho je třeba se v hospodářské politice zříci? To je, že vládní výdaje nesmí stimulovat růst spotřeby. Nízké daně ještě neznamenají ekonomický růst. Správným cílem musí být investice do vzdělání a do lidských zdrojů, do produktivních podnikatelských kapacit a do infrastruktury. Toto je tajemství hospodářských úspěchů posledního půlstoletí Japonska, Německa, Jižní Koreje, Hongkongu, Singapuru a Tchaj-wanu. Ovšem přílišné zasahování státu do sociální sféry dosáhlo jen velmi nepatrných výsledků. Tam kde činnost vyvíjeli nevládní a autonomní společenské organizace, se udělalo mnoho. Postkapitalistická společnost a postkapitalistický systém vyžadují dle Druckera nový sociální sektor.
Sociální sektor. Tímto tématem se Drucker zaobírá v poslední samostatné kapitole této části. Zde vysvětluje potřebu společenství, komunity, rodiny. Ale také společenství v továrnách kde jednotlivci a zvláště kvalifikovaní specialisté potřebují mít smysluplnou oblast společenského života, osobních vztahů a vazeb aktivní účasti, překračujících okruh vlastního zaměstnání, vlastní organizace a mířících i mimo vlastní oblast jejich specializovaných znalostí.

### Znalosti
V poslední části této knihy se Drucker snaží osvětlit jak ovlivnilo ekonomiku přechod ke znalostem jako základnímu zdroji tržního hospodářství. Průmyslová odvětví se v posledním půl století přesunula do centra ekonomiky, jsou založena spíše na produkci a distribuci znalostí a informací než na produkci a distribuci předmětů. Skutečným produktem jsou znalosti. Výrobky jejich výsledkem, nebo jak Drucker říká, jejich „obal“. Dle autora ještě plně nerozumíme tomu, jak se znalosti chovají jako ekonomický zdroj. Zatím nemáme dost zkušeností, abychom formulovali teorii a ověřili ji. Dosud můžeme jen říci, že takovou teorii potřebujeme. Potřebujeme ekonomickou teorii, která umístí znalosti do středu procesu tvorby bohatství. Jen taková teorie může vysvětlit současnou ekonomiku. Jen ona může vysvětlit ekonomický růst, inovace.
Znalosti se nezískávají levně. Rozvinuté země dávají asi kolem pětiny svého hrubého domácího produktu na produkci a rozšiřování znalostí, tj. vzdělávání. Produktivita znalostí bude stále více rozhodovat o ekonomickém a sociálním úspěchu a celkové ekonomické výkonnosti státu. Také ve stále větší míře bude určujícím faktorem konkurenčního postavení země, odvětví nebo firmy.
Celé je to o tom, kolik peněz je stát schopen a také ochoten „investovat“ do vzdělání a to již od útlého věku obyvatelstva a tím jeho zhodnocování jako kapitálu, ale také jakou formou a druhem dalších vzdělávacích institucí.

## Vyznamenání
- Řád posvátného pokladu III. třídy (24. června 1966, Japonsko)[6]
- velká čestná dekorace ve stříbře Čestného odznaku Za zásluhy o Rakouskou republiku (1974, Rakousko)[7]
- velká čestná dekorace ve zlatě Čestného odznaku Za zásluhy o Rakouskou republiku (1991, Rakousko)[8]
- Čestný kříž Za vědu a umění I. třídy (1999, Rakousko)[9]
- Prezidentská medaile svobody (9. července 2002, USA – udělil prezident George W. Bush)

## Články
(od roku 1996)
- „Five Years Ago in 'The Corporate Board'“, The Corporate Board, květen až červen 1996
- „Leaders Are Doers“, Executive Excellence, duben 1996
- „Management Is Not a Technique“, Across the Board, leden 1996
- „Not Enough Generals Were Killed!“, Forbes, 8. dubna 1996
- „The Global Economy and the Nation-State“, Foreign Affairs, září/říjen 1997
- „Management's New Paradigms“, Forbes, 5. října 1998
- „Beyond the Information Revolution“, Atlantic Monthly, říjen 1999"
- „Innovate or Die. Drucker on Financial Services“, The Economist, 25. září 1999
- „The Next Society: A Survey of the Near Future“, The Economist, 3. listopadu 2001